# Kino

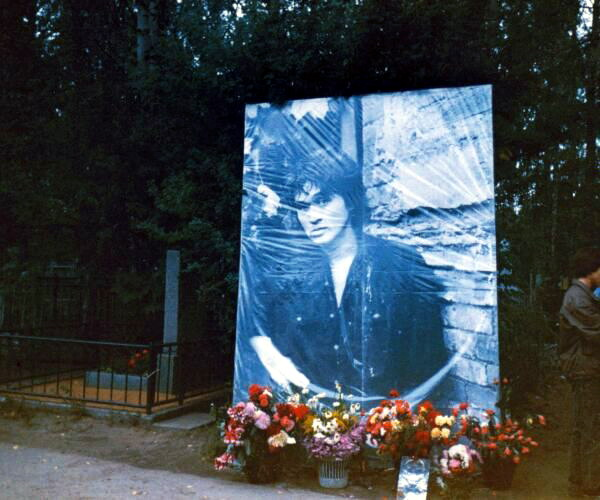
Viktor Coj sírja Szentpétervárott

A Kino (cirill betűkkel: Кино, gyakran csupa nagybetűvel írva) az 1980-as évek egyik legjelentősebb orosz rockzenekara volt.

## A Kino története
Az együttest az orosz-koreai származású Viktor Coj, Alekszej Ribin és Oleg Valinszkij alakította 1981 nyarán Leningrádban (ma Szentpétervár), a Szovjetunióban. A zenekar eredeti neve Гарин и Гиперболоиды (Garin i giperboloidi, Garin és a hiperboloidok) volt, és kezdetben punkzenét játszott. A nevet Alekszej Tolsztoj Garin mérnök hiperboloidja című, 1927-ben megjelent tudományos-fantasztikus regénye ihlette.
Egy évvel később, miután Valinszkij elhagyta a zenekart, az együttes Kinóra (кино: ’mozi’ oroszul) változtatta a nevét. Mivel a Szovjetunióban a rockzene ebben az időben „szovjetellenesnek” számított, a Kino a többi rockzenekarhoz hasonlóan félhivatalos, underground klubokban és zenészek magánlakásán (úgynevezett kvartirnyikokban) lépett fel.
1982 nyarán látta meg a napvilágot a Kino első, 45 című nagylemeze. A címben szereplő szám eredetileg a lemez percekben mért hosszára utalt, bár az albumról első megjelenésekor egy dal lemaradt. A felvételnél az Akvarium együttes tagjai is segédkeztek. A dalokban határozott politikai üzenet volt felismerhető. Az Электричка (Elektricska, kb. HÉV) című felvételben egy férfi fenn ragad egy járaton, amely oda viszi, ahová nem szeretne menni. Az egyértelmű metafora miatt a dalt rövid időn belül betiltották. A lemez bolti terjesztéséről természetesen szó sem lehetett; nem hivatalos csatornákon, kézről kézre adták tovább.
1983 nyarán nézeteltérések miatt Ribin, az együttes gitárosa is távozott a zenekarból. Helyére az örmény származású Jurij Kaszparjan került. Coj és Kaszparjan Alekszej Visnyával közösen készítette el a 46 című demófelvételt.
1984-ben megalakult a Kino második változata. Tagjai: Viktor Coj (gitár, ének), Jurij Kaszparjan (gitár, ének), Georgij (Gusztav) Gurjanov (dob, ének) és Alekszander Tyitov (basszusgitár, ének). Tyitov korábban az Akvarium tagja volt, a Kinóban rövid idő után Igor Tyihomirov vette át a helyét.
Az igazi elismertséget az 1986-ban megjelent Ночь (Éj) című album hozta el a Kino számára. A lemezről hat dal szerepelt a Red Wave: 4 Underground Bands from the USSR című amerikai válogatáson.
A peresztrojka beköszöntével az együttes az undergroundból kiemelkedve bekerült a szovjet zenei élet első vonalába. Az 1988-as Группа крови (Vércsoport) című lemez és a Coj főszereplésével készült Игла (Tű) című film népszerűségük csúcspontjára röpítette a zenekart. Két további lemez és sikeres turnésorozat következett.
1990. augusztus 15-én Viktor Coj Riga közelében autóbalesetet szenvedett, melyben életét vesztette. Az autóban volt a tervezett új albumhoz felvett éneksávokat tartalmazó kazetta is, mely épségben maradt. A zenekar többi tagja az éneksávokat felhasználva befejezte a Kino utolsó nagylemezét, amely 1990-ben, cím nélkül jelent meg. Teljesen fekete borítója miatt a rajongók körében elfogadott cím Чёрный альбом (Fekete lemez).
Coj halála után az országban számtalan helyen jelentek meg „Цой жив!” (Coj él!) feliratok a falakon. Az Arbatszkaja állomást teljesen beborították a gyászoló rajongók üzenetei. A mondat még ma is fel-felbukkan a graffitik között.

## Diszkográfia

### Stúdióalbumok
- 45 (1982)
- Начальник Камчатки (Kamcsatka főnöke)[1] (1984)
- Это не любовь… (Ez nem szerelem…) (1985)
- Ночь (Éj) (1986)
- Группа крови (Vércsoport) (1988)
- Звезда по имени Солнце (A Nap nevű csillag) (1989)
- Cím nélkül, általában Чёрный альбомnak (Fekete album) nevezik (1990)

1. ↑  A Kamcsatka szó az orosz szlengben kazánházat is jelent (Coj egy kazánházban dolgozott).

### Válogatások és demófelvételek
- Неизвестные песни Виктора Цоя (Viktor Coj ismeretlen dalai) (1982)
- 46 (1983)
- Последний герой (Az utolsó hős) (1989)
- История этого мира (E világ története) (2000)

### Élő felvételek
- Концерт в Рок-Клубе (Koncert a Rock Klubban) (1985)
- Акустический концерт (Akusztikus koncert) (1987)